# Альмухаметов, Хамит Хужиахметович
Хамит Хужиахметович Альмухаметов (1861, Иткулово 2-е, Оренбургская губерния — 1923, Иткулово 2-е, Башкирская АССР) — сэсэн-импровизатор, кураист, собиратель башкирского фольклора.

## Биография
Альмухаметов Хамит Хужиахметович (Хамит-сэсэн) родился в 1861 году в деревне Иткулово 2-е Верхнеуральского уезда Оренбургской губернии (ныне Баймакский район РБ) в состоятельной семье. Хамит в детстве самостоятельно освоил русский язык, играл на курае, пел и танцевал. За исполнение кубаиров под музыкальный аккомпанемент в юности был наречен сэсэном.
Учился в Муллакаевском медресе. Работал в торговле (держал торговую лавку), нёс ямскую службу. В 39 лет был избран мировым судьей, в 1913 году был переизбран во второй раз.
Владел башкирским, русским, казахским языками.
Известен как исполнитель узун-кюй на курае, знаток башкирского фольклора (кубаиров, иртяков). Сочинял кубаиры и сам же исполнял как свои, так и чужие произведения.
От Альмухаметова и Габит-сэсэна в 1910 году М. А. Бурангулов записал части эпосов «Урал-батыр», «Карас и Карахакал», песня «Урал». На месте записи в 2006 году в честь памятного события сооружена стела.
Имел троих сыновей: Кильдияр, Рамазан и Аллаяр, внуков. Скончался в 1923 году.